# Monterde (kommunhuvudort)
Monterde är en kommunhuvudort i Spanien.   Den ligger i provinsen Provincia de Zaragoza och regionen Aragonien, i den centrala delen av landet, 180 km nordost om huvudstaden Madrid. Monterde ligger 799 meter över havet och antalet invånare är 235.
Terrängen runt Monterde är huvudsakligen kuperad, men åt nordväst är den platt. Monterde ligger nere i en dal. Runt Monterde är det mycket glesbefolkat, med 3 invånare per kvadratkilometer. Närmaste större samhälle är Maluenda, 16,0 km nordost om Monterde. 